# Kustaardkruiper
De kustaardkruiper (Strigamia maritima) is een duizendpotensoort uit de familie van de Linotaeniidae. De wetenschappelijke naam van de soort werd in 1817 voor het eerst geldig gepubliceerd door Leach.

## Beschrijving
De kustaardkruiper is een relatief robuuste, donker gepigmenteerde (roodbruine) duizendpoot die gemakkelijk te herkennen zijn aan de aanwezigheid van een prominente tand aan de basis van de gifklauw. De grote, wijd verspreide coxale poriën van de laatste poten zijn kenmerkend voor het geslacht. De kustaardkruiper lijkt qua uiterlijk sterk op de in de binnenlanden voorkomende S. crassipes, maar verschilt in subtiele morfologische kenmerken en, karakteristiek, zijn kusthabitat.